# コヒメ人
- コギメ人

コヒメ人（コヒメじん、英：Kogime, 露：Когимэ）は、ロシア・コリマ川に居住したユカギール人の一派。現在は存在していない。

## 概要
現在のオドゥル人のルーツとされる民族。コヒメとはユカギール語でレイヴン、つまりワタリガラスを意味する。